# Guillaume Maingot
Guillaume Maingot (1557-1614) fut prêtre et organiste français.  Pour dix ans il fut Organiste Titulaire de la Cathédrale Notre-Dame de Paris.